# Peach Bowl 2025
Match précédent Match suivant
Le Peach Bowl 2025 est un match de football américain de niveau universitaire qui se joue après la saison régulière de 2024, le 1er janvier 2025, au Mercedes-Benz Stadium de Atlanta en Géorgie.
Il est un des quarts de finale du College Football Playoff
Il s'agit de la 57e édition du Peach Bowl.
Programmée vers 13 heures, la rencontre est retransmise en télévision sur ESPN.
Sponsorisé par la société Chick-fil-A, le match est officiellement dénommé le Chick-fil-A Peach Bowl 2025.
Le match est remporté par Texas 39 à 31 en 2e prolongation et se qualifie pour la demi-finale du CFP jouée le 10 janvier 2025 à l'occasion du Cotton Bowl Classic 2025.

## Équipes
Le mach met en présence deux équipes sélectionnées en fin de saison régulière par le Comité du College Football Playoff (CFP).
Arizona State est l'équipe considérée comme jouant à domicile : dispensée du premier tour, elle a été désignée 4e tête de série du tournoi du CFP.
Texas est considérée comme l'équipe visiteuse : désignée 12e tête de série du tournoi du CFP, elle est issue du premier tour.
Le vainqueur accède à la demi-finale du CFP qui se joue à l'occasion du Cotton Bowl Classic 2025.
Il s'agit de la 2e rencontre entre ces deux équipes, Texas ayant remporté la première à l'occasion du Holiday Bowl 2007 (52-34).
| Équipes                                                                                               | Couleurs | Conférences | Entraîneurs                       | Bilan saison rég. | Classements avant le bowl | Classements avant le bowl | Classements avant le bowl |
| --- | -------- | ----------- | --------------------------------- | ----------------- | ------------------------- | ------------------------- | ------------------------- |
| Équipes                                                                                               | Couleurs | Conférences | Entraîneurs                       | Bilan saison rég. | CFP                       | AP                        | Coaches                   |
| Longhorns du Texas                                                                                    |          | SEC         | Steve Sarkisian (en) (4e saison)  | 12 - 2            | no 3                      | no 4                      | no 4                      |
| Sun Devils d'Arizona State                                                                            |          | Big 12      | Kenny Dillingham (en) (2e saison) | 11 - 2            | no 12                     | no 10                     | no 10                     |
| - Arbitre : Larry Smith (Big Ten) - Équipe donnée favorite par les bookmakers : Texas par 12 ½ points |          |             |                                   |                   |                           |                           |                           |

### Texas du Texas
Texas termine la saison régulière avec un bilan de 11 victoires et 1 défaites (7-1 en matchs de conférence) et perd la finale de conférence SEC, 19 à 22 contre Georgia.
Ils terminent ainsi deuxième de leur conférence.
Désignés no 3 au classement final du CFP et no 4 aux classements AP et Coaches, les Longhorns sont qualifiés pour le tournoi du CFP 2024.
Considérés comme tête de série no 5 du tournoi, ils battent lors du premier tour, les Tigers de Clemson 12 à 5.
Il s'agit de leur première apparition au Peach Bowl et le 61e bowl de leur histoire (bilan 32, 2 nuls et 26 défaites)
| Logo     | Postes             | Joueurs                                         | Statistiques                                                                             |
| -------- | ------------------ | ----------------------------------------------- | ---------------------------------------------------------------------------------------- |
|          | Quarterback        | Quinn Ewers                                     | 250/376 passes réussies pour 2 867 yards, 26 TDs, 10 interceptions, évaluation QB de 148 |
| Coureur  | Quintrevion Wisner | 191 courses pour 973 yards nets gagnés et 5 TDs |                                                                                          |
| Receveur | Matthew Golden     | 49 réceptions pour 787 yards et 8 TDs           |                                                                                          |

### Sun Devils d'Arizona State
Arizona State termine la saison régulière avec un bilan de 11 victoires et 2 défaites (7-2 en matchs de conférence) et remporte ensuite la finale de conférence Big 12, 45 à 19 contre Iowa State.
Champions de leur conférence avec un bilan de 12 victoires pour 1 défaite, les Sun Devils sont désignés no 12 au classement final du CFP et no 10 aux classements de l'AP et Coaches.
Qualifiés pour le tournoi du CFP 2024, leur titre de conférence leur permet d'être désignés 4e tête de série tout en étant exemptés du premier tour du tournoi.
Il s'agit de leur 2e apparition au Peach Bowl et le 34e bowl de leur histoire (bilan de 15 victoires, 1 nul et 17 défaites).
| Saisons | Dates            | Vainqueurs    | Scores  | Finalistes     | Bilan   |
| ------- | ---------------- | ------------- | ------- | -------------- | ------- |
| 1970    | 30 décembre 1970 | Arizona State | 48 - 26 | North Carolina | V : 1-0 |

| Logo     | Postes       | Joueurs                                            | Statistiques                                                                              |
| -------- | ------------ | -------------------------------------------------- | ----------------------------------------------------------------------------------------- |
|          | Quarterback  | Sam Leavitt                                        | 192/304 passes réussies pour 2 663 yards, 24 TDs, 5 interceptions, évaluation QB de 159,5 |
| Coureur  | Cam Skattebo | 263 courses pour 1 568 yards nets gagnés et 19 TDs |                                                                                           |
| Receveur | Jordyn Tyson | 75 réceptions pour 1 101 yards et 10 TDs           |                                                                                           |

## Résumé du match
Début du match à  13 h 10 locales, fin à 17 h 16 locales pour une durée totale de jeu de 4 h 6 min.
| QT            | Temps         | Drive         | Drive         | Drive         | Équipe        | Description de l'action | Score | Score |
| ------------- | ------------- | ------------- | ------------- | ------------- | ------------- | --- | ----- | ----- |
| QT            | Temps         | Jeux          | Yards         | TDP           | Équipe        | Description de l'action | TEX   | ARST  |
| 1             | 08:59         | ARST          | 12            | 63            | 06:01         | FG de 39 yards par le K Carston Kieffer | 0     | 3     |
| 1             | 08:14         | TEX           | 2             | 77            | 00:45         | TD de 23 yards par le WR DeAndre Moore Jr. (passe du QB Quinn Ewers + 1 pt de conversion par le K Bert Auburn                                                | 7     | 3     |
| 1             | 07:08         | TEX           | 3             | 2             | 01:06         | TD à la suite d'un retour de punt de 48 yards par le WR Silas Bolden (+1 pt de conversion par le K Bert Auburn)                                              | 14    | 3     |
|               |               |               |               |               |               | |       |       |
| 2             | 08:54         | TEX           | 13            | 72            | 06:02         | FG de 22 yards par le K Bert Auburn | 17    | 3     |
|               |               |               |               |               |               | |       |       |
| 3             | 07:38         | ARST          | 1             | -2            | 00:05         | Safety à la suite d'un fumble du QB Quinn Wisner provoqué par le DB Shamari Simmons et recouvert par le QB Quinn Wisner                                      | 17    | 5     |
| 3             | 00:41         | ARST          | 11            | 50            | 06:57         | FG de 36 yards par le K Carston Kieffer | 17    | 8     |
|               |               |               |               |               |               | |       |       |
| 4             | 10:17         | TEX           | 13            | 76            | 05:24         | TD à la suite d'une course de 5 yards par le QB Quinn Ewars (+1 pt de conversion par le K Bert Auburn)                                                       | 24    | 8     |
| 4             | 06:31         | ARST          | 10            | 75            | 03:46         | TD de 42 yards par le WR Malik McClain (passe du RB@Running back Cam Skattebo + 2 pts de conversion à la passe du QB Sam Leavitt vers le WR Xavier Guillory) | 24    | 16    |
| 4             | 05:00         | ARST          | 3             | 71            | 00:37         | TD à la suite d'une course de 2 yards par le RB Cam Skattebo (+ 2 pts de conversion à la suite d'une course du RB Cam Skattebo)                              | 24    | 24    |
|               |               |               |               |               |               | |       |       |
| ET1           | -             | ARST          | 8             | 25            | -             | TD à la suite d'une course du RB Cam Skattebo (+ 2 pts de conversion à la suite d'une course du RB Cam Skattebo)                                             | 24    | 31    |
| ET1           | -             | TEX           | 4             | 25            | -             | TD de 28 yards par le Matthew Golden (passe du QB Quinn Ewers + 1 pt de conversion par le K Bert Auburn)                                                     | 31    | 31    |
| ET2           | -             | TEX           | 1             | 25            | -             | TD de 25 yards par le TE Gunnar Helm (passe du QB Quinn Ewers + 1 pt de conversion par le K Bert Auburn)                                                     | 39    | 31    |
| Score final : | Score final : | Score final : | Score final : | Score final : | Score final : | Score final : | 39    | 31    |

## Statistiques
| Systèmes | Noms               | Postes        | Équipe |
| -------- | ------------------ | ------------- | ------ |
| Attaque  | Cam Skattebo (en)  | Arizona State | RB     |
| Défense  | Jahdae Barron (en) | Texas         | DB     |

| Statistiques                          | Longhorns du Texas                                     | Sun Devils d'Arizona State                              |
| ------------------------------------- | ------------------------------------------------------ | ------------------------------------------------------- |
| 1er down                              | 17                                                     | 28                                                      |
| 1er down à la course                  | 3                                                      | 15                                                      |
| 1er down à la passe                   | 13                                                     | 10                                                      |
| 1er down suite pénalité               | 1                                                      | 3                                                       |
| Conversion de 3e down                 | 5/13                                                   | 10/24                                                   |
| Conversion de 4e down                 | 2/2                                                    | 3/6                                                     |
| Jeux–yards                            | 60 jeux pour 375 yards                                 | 97 jeux pour 510 yards                                  |
| Yards à la course                     | 30 courses pour 53 yards (moyenne de 1,8 yards/course) | 49 courses pour 214 yards (moyenne de 4,4 yards/course) |
| Yards à la passe                      | 322                                                    | 296                                                     |
| Passes: Réussies-Tentées-Interceptées | 20/30 passes complétées, 1 interception                | 26/48 passes complétées, 1 interception                 |
| Réussite en zone rouge/chances        | 2/3                                                    | 2/4                                                     |
| TD                                    | 5 (3 à la passe, 1 à la course, 1 par la défense)      | 3 (1 à la passe, 2 à la course)                         |
| Field Goals                           | 1/3                                                    | 2/3                                                     |
| Sacks (Nombre-Yards)                  | 3 sacks pour 9 yards adverses perdus                   | 3 sacks pour 15 yards adverses perdus                   |
| Fumbles (Nombre/Perdus)               | 1/0                                                    | 0/0                                                     |
| Pénalités (Nombre/Yards perdus)       | 10 pour 68 yards perdus                                | 6 pour 50 yards perdus                                  |
| Temps de possession                   | 22:06                                                  | 37:54                                                   |

| Longhorns du Texas         |                    |                                                                                                  |
| Quarterback                | Quinn Ewers        | 20/30 passes complétées, 322 yards, 1 interception, 3 TDs, 3 sacks subis, évaluation QB de 183,2 |
| Meilleurs coureurs         | Quintrevion Wisner | 18 courses pour 45 yards, moyenne de 2,5 yards/course                                            |
| Meilleurs coureurs         | Silas Bolden       | 1 course pour 5 yards                                                                            |
| Meilleurs coureurs         | Jaydon Blue        | 4 courses pour 4 yards                                                                           |
| Meilleurs coureurs         | Quinn Ewers        | 6 courses pour 1 yard et 1 TD                                                                    |
| Meilleurs receveurs        | Matthew Golden     | 7 réceptions pour 145 yards gagnés, 1 TD                                                         |
| Meilleurs receveurs        | Quintrevion Wisner | 4 réceptions pour 40 yards                                                                       |
| Meilleurs receveurs        | Gunnar Helm        | 3 réceptions pour 56 yards et 1 TD                                                               |
| Meilleurs receveurs        | Ryan Wingo         | 2 réceptions pour 33 yards                                                                       |
| Meilleurs receveurs        | DeAndre Moore Jr.  | 2 réceptions pour 25 yards et 1 TD                                                               |
| Meilleurs receveurs        | Jaydon Blue        | 1 réception pour 11 yards                                                                        |
| Meilleurs receveurs        | Juan Davis         | 1 réception pour 8 yards                                                                         |
| Meilleur défenseur         | Jahdae Barron      | 11 plaquages dont 7 en solo, ½ TFL (1 yards)                                                     |
| Sun Devils d'Arizona State |                    |                                                                                                  |
| Quarterbacks               | Sam Leavitt        | 24/26 passes complétées, 222 yards, 1 interception, 0 TD, 3 sacks subis, évaluation QB de 88,4   |
| Quarterbacks               | Cam Skattebo       | 1/1 passe complétée, 42 yards, 1 TD                                                              |
| Quarterbacks               | Kanyon Floyd       | 1/1 passe complétée, 32 yards                                                                    |
| Meilleurs coureurs         | Cam Skattebo       | 30 courses pour 143 yards nets gagnés, 2 TDs, moyenne de 4,8 yards/course                        |
| Meilleurs coureurs         | Sam Leavitt        | 13 courses pour 60 yards                                                                         |
| Meilleurs coureurs         | Kyson Brown        | 5 courses pour 11 yards                                                                          |
| Meilleurs receveurs        | Cam Skattebo       | 8 réceptions pour 99 yards gagnés                                                                |
| Meilleurs receveurs        | Melquan Stovall    | 7 réceptions pour 34 yards                                                                       |
| Meilleurs receveurs        | Xavier Guillory    | 3 réceptions pour 19 yards                                                                       |
| Meilleurs receveurs        | Chamon Metayer     | 3 réceptions pour 16 yards                                                                       |
| Meilleurs receveurs        | Troy Omeire        | 2 réceptions pour 40 yards                                                                       |
| Meilleurs receveurs        | Malik McClain      | 1 réception pour 42 yards et 1 TD                                                                |
| Meilleurs receveurs        | Blazen Lono-Wong   | 1 réception pour 32 yards                                                                        |
| Meilleurs receveurs        | Kyson Brown        | 1 réception pour 14 yards                                                                        |
| Meilleur défenseur         | Keyshaun Elliott   | 8 plaquages dont 5 en solo, ½ TFL (1 yard)                                                       |